# Mariano Azuela
Para el abogado y ministro del mismo nombre, véase Mariano Azuela Güitrón.
Mariano Azuela González (Lagos de Moreno, Jalisco; 1 de enero de 1873-Ciudad de México, 1 de marzo de 1952) fue un médico y escritor mexicano. Opositor al Porfiriato, trabajó como médico en un campamento de Pancho Villa, experiencia que reflejó en su novela más popular, Los de abajo, y en otros de sus trabajos ambientados durante la Revolución mexicana de 1910. Está considerado uno de los fundadores de la literatura de la Revolución Mexicana.

## Biografía
Azuela González nació en Lagos de Moreno (Jalisco) en 1873. Durante su juventud vivió en una pequeña granja. Hizo estudios de médico cirujano en Guadalajara, que concluyó en 1898. Al año siguiente se casó con Carmen Rivera Torre, con quien tuvo cinco hijos y cinco hijas. 
Se inició en la escritura en el año 1896. A lo largo de su carrera literaria incursionó en el teatro, el cuento y el ensayo crítico además de la novela, género donde obtuvo mayor reconocimiento.Su primera novela fue María Luisa (1907). Después publicaría Los fracasados (1908), Mala hierba, editada en 1909, y Andrés Pérez, maderista (1911). Fue designado jefe político de Lagos de Moreno y, brevemente, director de Educación en Jalisco. Tras la caída de Madero, Azuela se incorporó a las fuerzas revolucionarias de Julián Medina como médico militar. Cuando las fuerzas carrancistas vencieron a Villa y Zapata, se exilió a El Paso (Texas). Allí concluyó Los de abajo, novela revolucionaria que le dio popularidad, publicada en fascículos entre octubre y diciembre de 1915 en el periódico El Paso del Norte y en forma de libro en 1916 cuando regresó a México; sin embargo, el éxito literario de esta obra fue recién en 1925, cuando fue publicada a modo de folletín en el periódico El Universal Ilustrado.
Fue uno de los miembros fundadores del Seminario de Cultura Mexicana y de El Colegio Nacional. En 1942, la Sociedad Arte y Letras de México le otorgó el Premio de Literatura. El 8 de abril de 1943, ingresó como miembro fundador a El Colegio Nacional. En 1949 recibió el Premio Nacional de Ciencias y Artes en el área de Lingüística y Literatura.
Falleció en la Ciudad de México el 1 de marzo de 1952 a los 79 años de edad y fue sepultado en la Rotonda de las Personas Ilustres.

## Algunas obras

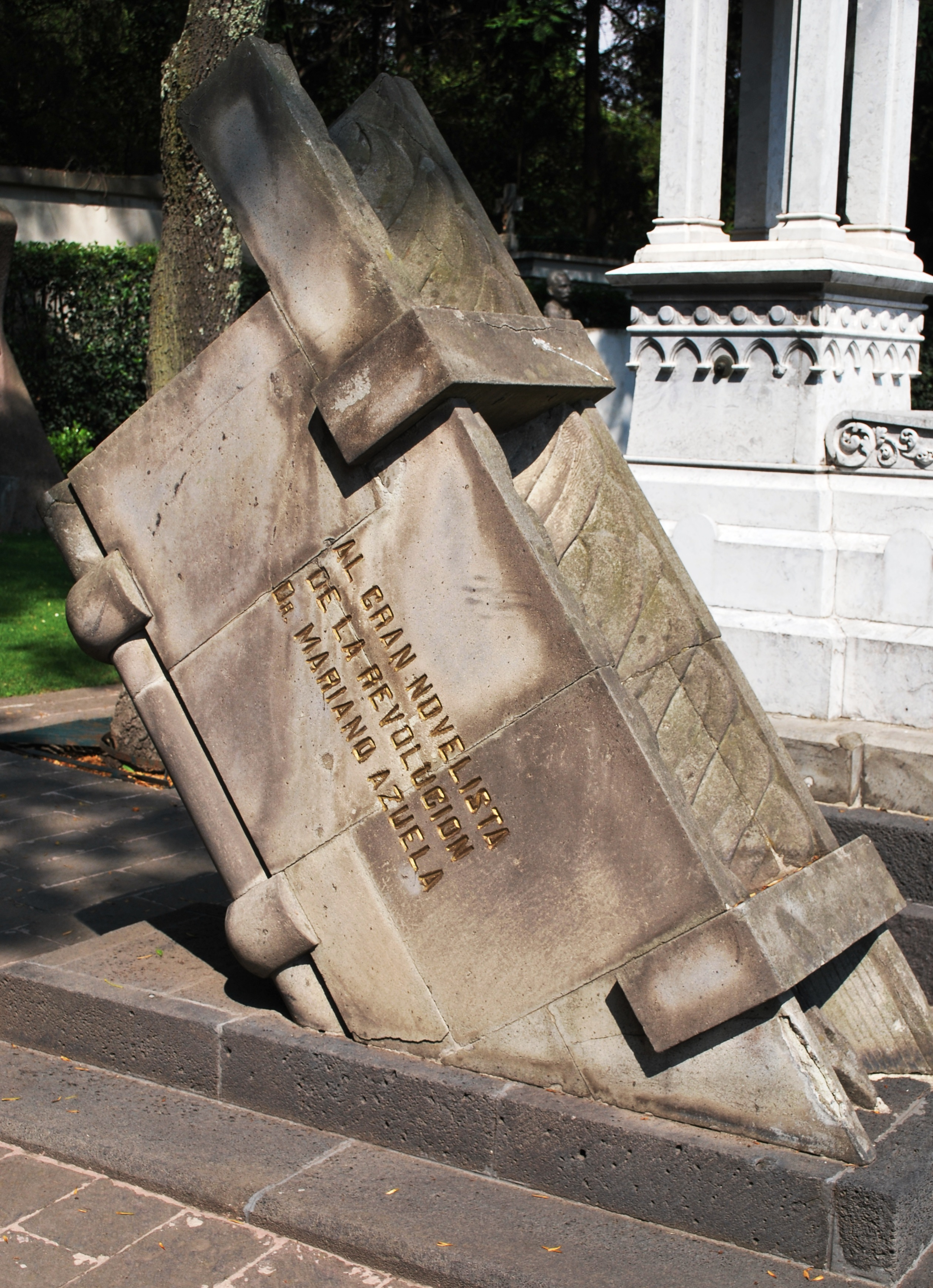
Sepultura en la Rotonda de las Personas Ilustres, Panteón Civil de Dolores, Ciudad de México

### Biografía
- Pedro Moreno, el insurgente(1933-1934)
- Madero (1952)

### Novelas
- María Luisa (1907)
- Los fracasados (1908)
- Los triunfadores (1909)
- La casa (1908)
- Mala hierba                                                                                                                                               (1909)
- La rueda del aire (1908)
- Andrés Pérez, maderista (1911)
- Sin Amor (1912)
- Los de abajo (1916)
- Los caciques (1917)
- Las moscas (1918)
- Las tribulaciones de una familia decente (1918)
- La malhora (1923)
- El desquite (1925)
- La luciérnaga (1932)
- Niño (1939)
- Avanzada (1940)
- Nueva burguesía (1941)
- El Padre Don Agustín Rivera (1942)
- La marchanta (1944)
- La mujer domada (1946)
- Sendas perdidas (1949)
- La maldición (1955, póstuma)
- Esa sangre (1956, póstuma)

### Ensayo
- Cien años de novela mexicana (1947)